# 폭스 엔진
폭스 엔진(Fox Engine)은 코나미의 사유 게임 엔진이었다. 엔진 개발은 2008년 메탈 기어 솔리드 4: 건즈 오브 더 패트리어트의 완성 이후 코지마 히데오로부터 '세계 최고의 엔진'을 만들겠다는 목표로 시작됐다. 폭스 엔진을 사용하여 최초로 상업적으로 출시된 타이틀은 월드 사커 위닝 일레븐 2014였다.
이 엔진은 코지마 프로덕션이 개발 시간을 크게 단축하여 멀티 플랫폼 게임을 개발할 수 있도록 설계되었으며 개발자가 단일 플랫폼 개발에서 벗어나기 위한 첫 번째 단계로 설명되었다. 엔진 이름은 메탈 기어 시리즈의 가상 군사 유닛인 FOX의 이름을 따서 명명되었으며, 이는 FOX의 여우 엠블럼을 회사 로고로 기반으로 한 코미다 프로덕션 자체를 반영하기도 한다.
위닝 일레븐 시리즈에서 7년을 사용한 후 코나미는 PES 프로덕션이 플레이스테이션 5 및 엑스박스 시리즈 X 콘솔 개발 노력에 집중함에 따라 언리얼 엔진을 선호하여 폭스 엔진 사용을 중단했다.

## 폭스 엔진을 사용한 게임
- 월드 사커 위닝 일레븐 2014
- 메탈 기어 솔리드 V: 그라운드 제로즈
- P.T. (비디오 게임)
- 월드 사커 위닝 일레븐 2015
- 메탈 기어 솔리드 V: 더 팬텀 페인
- 프로 에볼루션 사커 2016
- 프로 에볼루션 사커 2017
- 프로 에볼루션 사커 2018
- 메탈 기어 서바이브
- 프로 에볼루션 사커 2019
- 이풋볼 프로 에볼루션 사커 2020